# Давид Зафир
Давид Зафир (на немски: David Safier) е германски сценарист и писател, автор на бестселъри в жанровете сатира и исторически роман.

## Биография и творчество
Давид Зафир е роден на 13 декември 1966 г. в Бремен, ФРГ, в семейство на австрийски евреи. След гимназията учи журналистика. Редакционен опит трупа в радиото и телевизията, вкл. работейки в Радио Бремен.
От 1996 г. започва да пише сюжети, диалог и сценарии за телевизията. Основен автор е на сериала „Berlin, Berlin“, за който получава през 2003 г. престижната германска награда „Адолф Грим“. Сериалът печели през 2004 г. и наградата „Еми“ за най-добър сериал – комедия.
През 2007 г. е издаден първият му роман „Кофти карма“ от едноименната поредица. През 2012 г. е екранизиран във филм с участието на Флориан Дейвид Фиц, Джесика Шварц и Йоханес Алмайер.
Вторият му роман „Исус е влюбен в мен“ от 2008 г. става международен бестселър.
Произведенията на писателя са издадени в над 3 милиона екземпляра по света.
Давид Зафир живее със семейството си в Бремен.

## Произведения

### Самостоятелни романи
- Jesus liebt mich (2008)
Исус е влюбен в мен, изд.: Ибис, София (2011), прев. Людмила Костова
- Plötzlich Shakespeare (2010)
- Happy Family (2011)
- Muh! Kindler (2012)
- 28 Tage lang (2014)

### Серия „Кофти карма“ (Mieses Karma)
1. Mieses Karma (2007) 
Кофти карма, изд.: Ибис, София (2009), прев. Щилиян Карастойков
2. Mieses Karma hoch 2 (2015)

### Екранизации
- 1997 – 1998 Das Amt – ТВ сериал, сюжет – 1 епизод
- 1997 – 2000 Die Camper – ТВ сериал, сценарий 3 епизода
- 2000 Die Schule am See – ТВ сериал, сюжет – 1 епизод
- 2001 Mein Leben & ich – ТВ сериал, сюжет – 2 епизода
- 2002 – 2004 Berlin, Berlin – ТВ сериал, сюжет – 49 епизода
- 2002 Nikola – ТВ сериал, сюжет – 1 епизод
- 2006 Zwei Engel für Amor – ТВ сериал, сюжет – 15 епизода
- 2012 Jesus Loves Me – по романа